# Кошманівка
Кошманівка (Тагамлик) — село в Україні, у Машівській селищній громаді Полтавського району Полтавської області. Воно знаходиться на відстані 16 кілометрів від адміністративного центру громади Машівки та має автобусне сполучення з Полтавою, Машівкою та іншими населеними пунктами. Найближча залізнична станція — Карлівка (Селещина), розташована за 16 кілометрів від села. Село розділяє на дві частини річка Мокрий Тагамлик (ліва притока річки Ворскли). За переписом населення 2001 року тут проживає 2011 особа.
Межує з такими селами як: на сході - з Тагамликом, на півночі  - з Тарасівкою, на півдні - з Лизівкою, на південному заході -  з Миронівкою.

## Географія
Село Кошманівка знаходиться на берегах річки Мокрий Тагамлик, нижче за течією на відстані 1,5 км розташовані села Богданівка та Миронівка. На річці кілька загат. Поруч проходить автомобільна дорога Р11.
«Кошманівка — це велике та мальовниче село, яке розкинулось вздовж автотраси Полтава—Красноград, за 37 кілометрів від Полтави. Вулиці села спускаються до річки Тагамлик і піднімаються на гору, звідки відкривається чудовий краєвид на поля, лісосмуги та навколишні села. Головна вулиця веде до центру села, де знаходяться цегляні будинки та зелений парк», - такий опис селища Кошманівки можемо знайти у радянській книзі 1967 року «Історія міст і сіл Української РСР в двадцяти шести томах. Полтавська область»
У цій книзі також подано фотографії Кошманівки 1965-1966 років. 
Рельєф села рівнинно-хвилястий з численними балками. Щодо ґрунтів, то на території селища переважають знамениті Полтавські чорноземи. Крім того, на території Кошманівки знаходяться два кургани часів енеоліту, які зараз є розораними. У 1970 році було побудовано сучасну, на той час, греблю, а також каскад ставків. 

## Історична довідка
Точна дата заснування Кошманівки й донині не відома. Історичною датою є 1722 рік, адже саме цим роком датуються найдавніші згадки цього селища у матеріалах історії Полтавського полку цього ж року. Через те, що дата заснування села невідома, враховуючи побажання населення, святкування Дня села відбувається в останню неділю червня, одночасно з Днем молоді. Ймовірно назва села походить від прізвища козака Івана Кошовенка, який жив на хуторі Тагамлик у 1768-1769 роках. 
До того як стати Кошманівкою село мало назву Тагамлик, на честь річки, яка через нього протікає. Зараз таку назву має сусіднє село, розташоване нижче за течією річки Мокрий Тагамлик.
На початку 19 століття активно заселяється Констянтиноградський степ. Згідно з переписом населення 1859 року у селі проживало 986 осіб. Кошманівка на той час була волосним центром і входила до володінь карлівських поміщиків – спочатку це була княгині Олена Павлівна, потім же – Меклербунга-Стрілицького. 
12 червня 2020 року, відповідно до розпорядження Кабінету Міністрів України № 721-р «Про визначення адміністративних центрів та затвердження територій територіальних громад Полтавської області», село увійшло до складу Машівської селищної громади.
19 липня 2020 року, в результаті адміністративно - територіальної реформи та ліквідації Машівського району, село увійшло до складу новоутвореного Полтавського району.

## Друга світова війна та її наслідки для Кошманівки
За архівними радянськими записами 1980 року перше протистояння між Червоною армією і німецькими окупантами розпочалося у вересні 1941 року. Бої тривали протягом трьох днів. Загинуло 78 бійців, тіла яких окупанти наказали місцевим жителям скинути у погріб. Зараз там височіє пам’ятник невідомому солдату. У цій братній могилі всього було знайдено рештки 110 тіл. 
Окупація німецькими військами тривала у період з 22 вересня 1941 до 20 вересня 1943 року. Загарбники спалили не тільки 132 будинки, а і ферми колгоспу, лікарню, садочок, а також початкову школу. Відправлено на примусові роботи у фашистську Німеччину було 312 з Кошманівки.
Відоме ім’я однієї з фельдшерок воєнних часів – Є.Д. Макшанова, яка лікувала льотчика М.Гришина, якого збили німецькі війська у повітряному бою. Відзначився ще один уродженець с.Кошманівки – А.Д. Бережний, який брав участь у боях на Волзі, а згодом дійшов до Берліна.

## Освіта
Перша згадка освітнього закладу датується 1877 роком, коли у селі Кошманівка (Тагамлик) існувала Вознесенька дерев’яна церква, при якій функціонувала перша бібліотека та школа грамоти, де навчалося 28 учнів. Цим же роком датується відкриття двох земських народних училищ. У селі функціонує Кошманівський ліцей (заклад загальної середньої освіти) — навчально-виховний комплекс Машівського району Полтавської області. Ліцей має ступінь I-III, і є комунальним закладом освіти. Директором ліцею є Гайдар Олена Володимирівна. Менші жителі села відвідують дитячий садочок «Ластівка», заснований ще у 1972 році.
18 грудня 2017 року було відкрито два спортивних майданчики: один зі штучним покриттям та інший для гри у хокей.

## Меморіали
В центральному парку села  в 1977 році зведено Меморіальний  комплекс загиблим воїнам, де поховано останки 278 воїнів, які загинули у вересні 1941 року при обороні Кошманівки. До меморіалу веде широка алея - алея пам’яті, на якій у 2012 році встановлено пам’ятний знак воїнам - інтернаціоналістам.

## Релігія
У 2011 році завдяки благодійним коштам засновника ТОВ "Чиста криниця" Юрія Яковича Лебедина, в селі Кошманівка був збудований Свято-Вознесенський храм.

## Приватні підприємства
- ТОВ "Чиста криниця"
- ПА "Урожай"
- ПП "Кошманівське РП" (директор - Осіпенко А.Й.)
- ТОВ "Приват - Агро - Альянс" (директор - Сидоренко І.І.)
- ПП Дорош А.В.
- ПП Дорош М.В.[10]

## Населення
Згідно з переписом УРСР 1989 року чисельність наявного населення села становила 2106 осіб, з яких 951 чоловік та 1155 жінок.
За переписом населення України 2001 року в селі мешкали 2053 особи.

### Мова
Розподіл населення за рідною мовою за даними перепису 2001 року:
| Мова       | Кількість | Відсоток |
| ---------- | --------- | -------- |
| українська | 1978      | 95.97%   |
| російська  | 70        | 3.40%    |
| білоруська | 13        | 0.63%    |
| Усього     | 2061      | 100%     |

## Об'єкти соціальної сфери
- Ліцей.
- Кошманівська сільська лікарня.
- Будинок культури.
- Машівська районна станція туристів-краєзнавців.

## Відомі люди
В селі народилися:
- Кальченко Никифор Тимофійович — український радянський партійний і державний діяч, Герой Соціалістичної Праці.
- Решетник Євдокія Григорівна — українська радянська вчена у галузях зоології та екології.